# 19450 Суссман
19450 Суссман (19450 Sussman) — астероїд головного поясу, відкритий 24 березня 1998 року.
Тіссеранів параметр щодо Юпітера — 3,523.